# Yun Mi-jin
Yun Mi-jin (kor. 윤미진, ur. 30 kwietnia 1983) – koreańska łuczniczka, trzykrotna mistrzyni olimpijska, trzykrotna mistrzyni świata. Startuje w konkurencji łuków klasycznych.
Największym jej osiągnięciem jest złoty medal igrzysk olimpijskich w Sydney w 2000 roku w konkurencji indywidualnej. Jest również dwukrotną złotą medalistką olimpijską drużynowo. Indywidualna mistrzyni świata (2003).